# Sense and Sensibility (1981)
Sense and Sensibility is een zevendelige Britse dramaserie uit 1981, geregisseerd door Rodney Bennett en gebaseerd op de gelijknamige roman uit 1811 van Jane Austen. De miniserie werd voor het eerst uitgezonden van 1 februari tot 15 maart 1981 op BBC One.

## Verhaal
De dramaserie vertelt het verhaal van twee zussen die proberen geluk te vinden in een geheimzinnige 18e-eeuwse Engelse samenleving. Elinor is een gedisciplineerd, beheerst en gezond meisje dat intelligentie verpersoonlijkt. De oprechte, gepassioneerde en emotionele aard van de middelste zus Marianne vertegenwoordigt gevoelens. Gevangen door een reeds verloofde jongeman, verdraagt de oudere zus in stilte al het lijden en redt daarmee haar familie van een schandaal. Marianne aan de andere kant, geniet van het gezelschap van een behendige schurk die haar hart breekt en de hoop doet instorten. Door hun relaties met mannen en met elkaar beseffen meisjes dat alleen een evenwicht tussen geest en gevoel een gevoel van geluk geeft.

## Rolverdeling
- Irene Richard als	Elinor Dashwood
- Tracey Childs als	Marianne Dashwood
- Annie Leon als Mrs. Jennings
- Robert Swann als Kolonel Brandon
- Donald Douglas als Sir John Middleton
- Marjorie Bland als Lady Middleton
- Bosco Hogan als Edward Ferrars
- Peter Woodward als John Willoughby
- Diana Fairfax als	Mrs. Dashwood
- Peter Gale als John Dashwood
- Amanda Boxer als Fanny Dashwood